# رباط شرمگاهی‌رانی
رباط عانه‌ای رانی یا پوبوفمورال (به انگلیسی: Pubofemoral ligament) یک رباط مربوط به مفصل ران بوده که در جلوی کپسول مفصلی قرارمی گیرد و مثلثی است. این رباط از یک طرف به پوبیس (عانه)، غشاء و ستیغ ابتوراتور اتصال داشته و در قسمت پایین (دیستال) به کپسول مفصلی و سطح عمقی باند داخلی رباط خاصره‌ای رانی (ایلیوفمورال) متصل می‌گردد. 
رباط‌های خاصره‌ای رانی و عانه‌ای رانی بر روی کپسول جلویی مفصل ران به شکل Z قرارمی‌گیرند.  رباط عانه‌ای رانی (پوبوفمورال) به‌طور عمده در حرکت دورشدن (ابداکسیون) کشیده می‌شود  و در عمل خم شدن (فلکسیون) شل است.